# Lạp thể

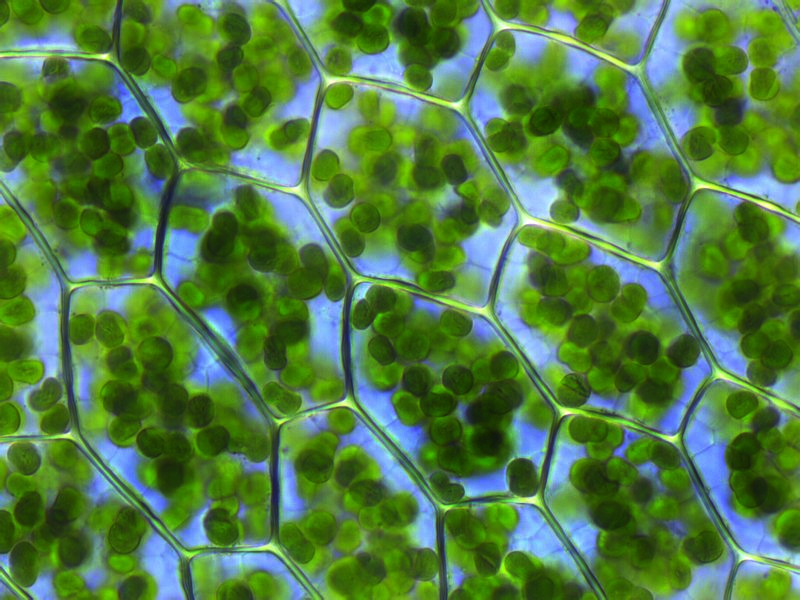
Lục lạp nhìn rõ trong tế bào loài rêu Plagiomnium affine.

Lạp thể (tiếng Anh: plastid; bắt nguồn từ tiếng Hy Lạp: πλαστός (plastós), nghĩa là hình thành, hun đúc) là nhóm bào quan chuyên hóa bao bởi màng kép tìm thấy trong tế bào thực vật và tảo. Lạp thể là nơi sản xuất và lưu trữ những hợp chất hóa học quan trọng được tế bào tiêu thụ. Chúng thường chứa những sắc tố tham gia vào quá trình quang hợp, và những loại sắc tố này có thể thay đổi hoặc ấn định màu sắc tế bào. Tất cả lạp thể đều có chung một nguồn gốc tiến hóa và sở hữu một phân tử DNA vòng xoắn kép, giống như tế bào nhân sơ.

## Lạp thể ở thực vật

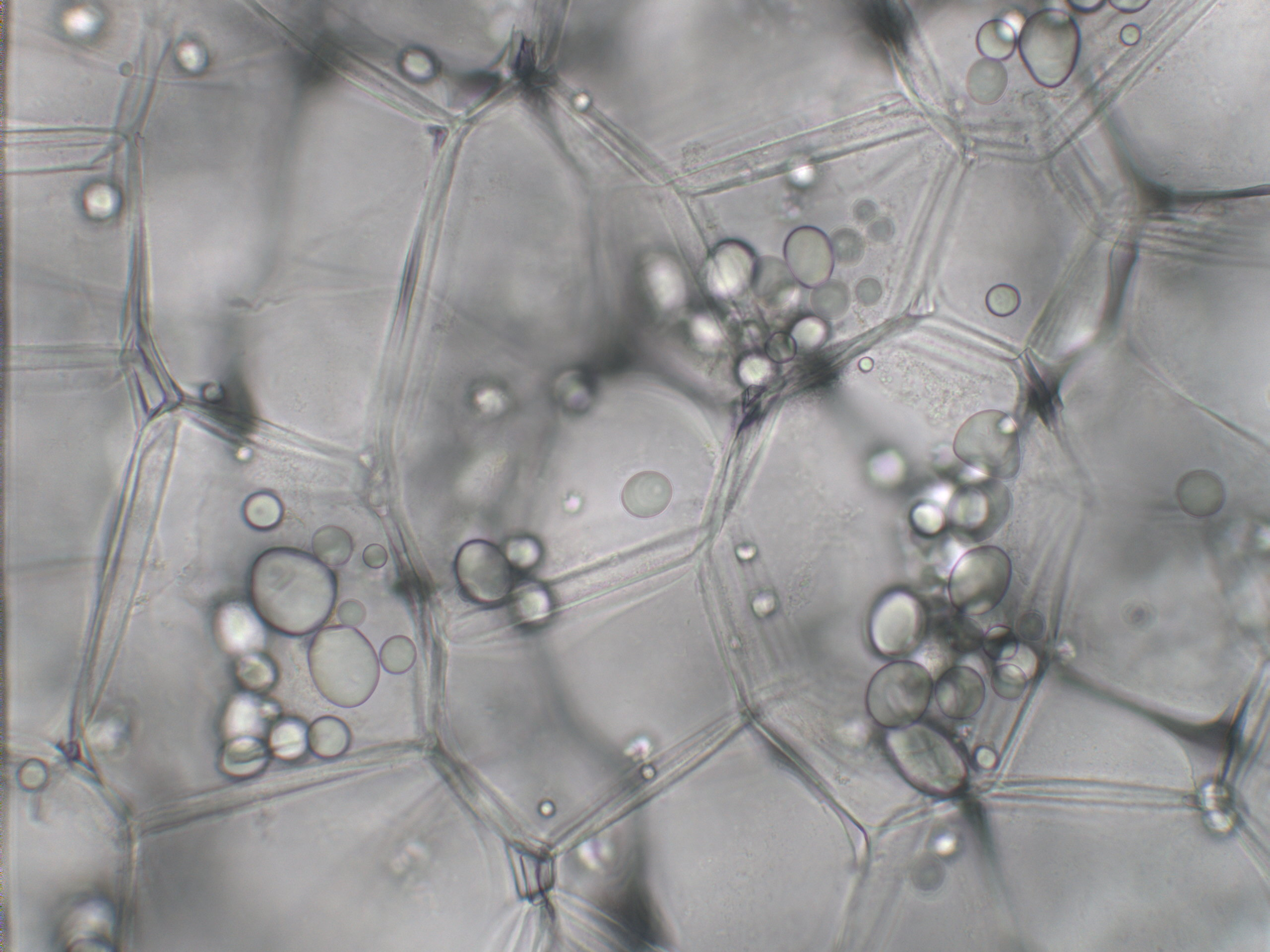
Vô sắc lạp trong tế bào thực vật.

Trong tế bào thực vật, những lạp thể chứa đựng sắc tố có thể đảm nhận chức năng quang hợp. Ngoài ra, chúng cũng có khả năng lưu trữ các sản phẩm như tinh bột và tổng hợp axit béo và terpene, sử dụng để kiến tạo năng lượng cũng như cung cấp nguyên liệu thô tham gia các quá trình tổng hợp những phân tử khác. Ví dụ, những hợp phần của lớp cuticle và lớp sáp ngoại cuticle được tổng hợp bởi các tế bào biểu bì từ nguyên liệu là axit palmitic, loại axit được tổng hợp trong lục lạp mô thịt lá. Tất cả lạp thể đều phát nguyên từ tiền lạp thể, có mặt trong các vùng mô phân sinh thực vật. Tiền lạp thể và lục lạp non thường phân chia theo kiểu phân đôi (trực phân), nhưng những lục lạp trưởng thành hơn cũng có khả năng này.
Ở thực vật, lạp thể có thể phân hóa thành nhiều loại khác nhau, tùy thuộc vào chức năng mà nó đáp ứng trong tế bào. Lạp thể không phân hóa (tức tiền lạp thể) có thể phát triển trở thành những biến thể sau:
- Lục lạp (chloroplast: lạp thể xanh lục): thực hiện chức năng quang hợp; xem thêm tiền lục lạp (etioplast), lạp thể "tiền nhiệm" của lục lạp
- Sắc lạp (chromoplast: lạp thể màu sắc): thực hiện chức năng tổng hợp và lưu trữ sắc tố
- Lão lạp (gerontoplast: lạp thể lão hóa): điều hành tiêu hủy bộ máy quang hợp trong suốt quá trình lão hóa lạp thể
- Vô sắc lạp (leucoplast: lạp thể không màu): thực hiện chức năng tổng hợp monoterpene; vô sắc lạp đôi khi phân hóa tiếp tục thành nhiều dạng lạp thể chuyên hóa hơn:
  - Lạp bột: lưu trữ tinh bột và cảm nhận trọng lực
  - Lạp dầu: lưu trữ chất béo
  - Lạp đạm: lưu trữ và biến đổi protein
  - Tannosome: tổng hợp và sản xuất tannin, polyphenol

Tùy theo hình thái và chức năng, lạp thể có khả năng phân hóa hoặc tái phân hóa thành những loại khác nhau như trên.
Mỗi lạp thể tự tạo ra nhiều bản sao của phân tử DNA vòng gồm 75.000–250.000 cặp base. Số lượng bản sao của bộ gen trên mỗi lạp thể dao động từ 1000 trong những tế bào phân chia nhanh chóng (thường là những tế bào chứa ít lạp thể) đến 100 hoặc ít hơn trong những tế bào trưởng thành, nơi quá trình phân đôi lạp thể đã tăng sinh một lượng lớn bào quan này. Những bộ gen lạp thể (plastome) chứa khoảng 100 gen mã hóa RNA ribosome và RNA vận chuyển (rRNA và tRNA) cũng như các protein tham gia vào quá trình quang hợp và quá trình phiên mã, dịch mã gen lạp thể. Tuy nhiên, các protein này chỉ chiếm một phần nhỏ trong tổng số protein cần thiết để xây dựng và duy trì cấu trúc cũng như chức năng của một loại lạp thể cụ thể. Thực sự, những gen trong nhân tế bào mới mã hóa phần lớn protein lạp thể, và sự biểu hiện của gen nhân và gen lạp thể phải điều hòa chặt chẽ với nhau nhằm phát triển lạp thể một cách tối ưu song hành với quá trình biệt hóa tế bào.
DNA lạp thể tồn tại dưới dạng phức hệ protein-DNA lớn kết dính với màng trong và được gọi là "thể nhân lạp thể" (plastid nucleoid). Mỗi thể nhân có thể chứa hơn 10 bản sao của DNA lạp thể. Tiền lạp thể chỉ chứa một thể nhân đơn nhất đặt tại vị trí trung tâm. Còn lạp thể đang phát triển lại có nhiều thể nhân hơn, đặt tại vùng ngoại vi của nó, liên kết trực tiếp với màng trong. Trong suốt tiến trình phát triển của tiền lạp thể đến lục lạp, và khi lạp thể chuyển hóa thành một loại lạp thể khác, những thể nhân sẽ tiến hành thay đổi hình thái, kích cỡ và vị trí. Những tu sửa này của thể nhân được cho là thực hiện bằng cách thay đổi về thành phần và sự đa dạng của những protein thể nhân.
Nhiều lạp thể, đặc biệt là những loại chịu trách nhiệm thực hiện quá trình quang hợp, sẽ có thêm nhiều lớp màng bên trong.
Trong tế bào thực vật, những cấu trúc nổi lồi mỏng dài gọi là stromule đôi khi hình thành và phát triển từ lạp thể xâm lấn đến bào tương và kết nối các lạp thể với nhau. Protein và có thể cả những phân tử nhỏ hơn có khả năng di chuyển bên trong stromule. Phần lớn tế bào nuôi cấy mà có kích thước tương đối lớn so với những tế bào thực vật khác thì có một hệ thống stromule rất dài và phong phú, mở rộng đến tận vùng ngoại vi tế bào.
Năm 2014, bằng chứng về khả năng thất thoát gen lạp thể được phát hiện trong Rafflesia lagascae, một loài thực vật có hoa ký sinh không quang hợp, và Polytomella, một chi tảo lục không quang hợp. Những nghiên cứu mở rộng về các gen lạp thể của hai chi Rafflesia và Polytomella không mang lại kết quả nào, tuy nhiên việc kết luận bộ gen lạp thể của chúng đã mất đi hoàn toàn hay không vẫn còn trong vòng tranh cãi. Một số nhà khoa học cho rằng sự mất mát bộ gen lạp thể là không chắc chắn, vì ngay cả loại lạp thể không quang hợp vẫn chứa những gen cần thiết nhằm đảm bảo tính toàn vẹn của nhiều con đường sinh tổng hợp khác nhau, ví dụ như quá trình sinh tổng hợp các heme.

## Lạp thể ở tảo
Trong tảo, thuật ngữ vô sắc lạp được dùng để chỉ tất cả lạp thể không mang sắc tố và chức năng của chúng khác biệt so với vô sắc lạp thực vật. Tiền lục lạp, lạp bột và sắc lạp là những bào quan đặc trưng của thực vật và không xuất hiện trong tảo. Lạp thể trong tảo và rêu sừng cũng có thể khác những lạp thể thực vật chứa cấu trúc pyrenoid.
Tảo lục lam chứa muroplast, một loại lạp thể tương tự lục lạp ngoại trừ việc có thêm một lớp thành peptidoglycan tương tự sinh vật nhân sơ. Tảo đỏ chứa rhodoplast, là loại lục lạp đỏ giúp tảo có thể quang hợp tại độ sâu lên đến 268 m. Lục lạp của thực vật khác biệt so với rhodoplast của tảo đỏ về khả năng tổng hợp tinh bột, lục lạp thực vật lưu trữ tinh bột dưới dạng các hạt trôi nổi trong lạp thể. Còn ở tảo đỏ, tinh bột floridean được tổng hợp và lưu trữ bên ngoài lạp thể tại bào tương.

## Di truyền lạp thể
Hầu hết thực vật đều kế thừa di truyền những lạp thể từ một bên cha mẹ đơn nhất. Nói chung, thực vật hạt kín kế thừa lạp thể từ giao tử cái, trong khi nhiều cây hạt trần lại kế thừa lạp thể từ hạt phấn (giao tử đực). Tảo cũng kế thừa lạp thể từ một bên cha mẹ duy nhất. DNA lạp thể của bên cha mẹ còn lại mất đi hoàn toàn trong quá trình này.
Khi những loài đồng chủng tạp giao (kết quả của những phép lai cùng  loài), sự di truyền DNA lạp thể hoàn toàn kế thừa từ một bên cha mẹ. Tuy nhiên, khi những loài biệt chủng lai nhau, sự di truyền lạp thể lại diễn biến thất thường hơn. Mặc dù lạp thể kế thừa chủ yếu từ cá thể mẹ trong những phép lai khác loài, nhưng vẫn có nhiều báo cáo cho thấy quá trình lai tạp ở thực vật có hoa lại xuất hiện những lạp thể nguồn gốc từ cha. Xấp xỉ 20% thực vật hạt kín, bao gồm cỏ linh lăng (Medicago sativa), thường xảy ra sự di truyền kế thừa những lạp thể từ cả cha lẫn mẹ.

## Sự phát sinh lạp thể
Lạp thể được cho là có nguồn gốc từ vi khuẩn lam nội cộng sinh. Sự kiện cộng sinh này đã tiến hóa từ khoảng 1,5 tỷ năm về trước và cho phép những sinh vật nhân thực thực hiện quá trình quang hợp thải oxy. Ba dòng lạp thể nổi bật từ quá trình tiến hóa này gồm: lục lạp ở tảo lục và thực vật, rhodoplast ở tảo đỏ và muroplast ở tảo lục lam. Những lạp thể này khác nhau cả về hệ thống sắc tố lẫn cấu trúc siêu vi. Ví dụ, lục lạp đã mất đi tất cả phycobilisome, những phức hệ hấp thu ánh sáng tìm thấy trong vi khuẩn lam, tảo đỏ và tảo lục lam, nhưng thay vào đó lại xuất hiện chất nền stroma và hệ thống thylakoid, cấu trúc chỉ tìm thấy trong thực vật và tảo lục. Lạp thể tảo lục lam — đối chiếu với lục lạp và rhodoplast — vẫn được cấu trúc bởi những tàn tích xa xưa như thành tế bào vi khuẩn lam. Tất cả những lạp thể sơ cấp trên đều bao bọc bởi hai lớp màng.
Những lạp thể phức tạp hơn xuất hiện từ sự kiện nội cộng sinh lần thứ hai (khi một tế bào nhân thực nuốt chửng và hòa hợp một tế bào nhân thực khác có chứa một lạp thể sơ cấp, dẫn đến việc xảy ra sự nội cộng sinh cố định trong nó), khi một tế bào nhân thực hòa hợp tế bào tảo đỏ hay tảo lục và giữ lại lạp thể trong tảo, thường tạo ra những lạp thể đặc trưng bao bởi nhiều lớp màng, nhiều hơn con số 2 lớp ban đầu. Trong một số trường hợp những lạp thể có thể bị tiêu giảm trong quá trình trao đổi chất và/hay khả năng đáp ứng quang hợp. Những nhóm tảo chứa các lạp thể phức tạp nguồn gốc từ sự kiện nội cộng sinh lần thứ hai từ tảo đỏ bao gồm heterokont, haptophyte, cryptomonad, và phần lớn dinoflagellate (= rhodoplast). Tương tự đối với nguồn gốc từ tảo lục bao gồm euglenid và chlorarachniophyte (= chloroplast). Apicomplexa, một ngành của động vật nguyên sinh ký sinh bắt buộc bao gồm những tác nhân gây bệnh sốt rét (Plasmodium spp.), toxoplasmosis (Toxoplasma gondii) và nhiều bệnh khác ở người và động vật cũng mang một lạp thể phức tạp (mặc dù bào quan này đã sót mất trong một số loài Apicomplexa, ví dụ Cryptosporidium parvum, loài gây bệnh cryptosporidiosis). Các 'apicoplast' (lạp thể của Apicomplexa) không còn khả năng quang hợp, nhưng vẫn là một bào quan quan trọng, và là mục tiêu đầy hứa hẹn cho tiến trình phát triển thuốc chống ký sinh trùng.
Một số loài dinoflagellate và sên biển, đặc biệt là chi Elysia, bắt tảo làm thức ăn và giữ lại những lạp thể khi tiêu hóa tảo nhằm sử dụng cho quá trình quang hợp; sau một thời gian, những lạp thể này sẽ bị tiêu hóa. Quá trình này được gọi là kleptoplasty, nguồn từ tiếng Hy Lạp, kleptes nghĩa là bắt trộm.